# New Oxford
New Oxford is een plaats (borough) in de Amerikaanse staat Pennsylvania, en valt bestuurlijk gezien onder Adams County.

## Demografie
Bij de volkstelling in 2000 werd het aantal inwoners vastgesteld op 1696.
In 2006 is het aantal inwoners door het United States Census Bureau geschat op 1783, een stijging van 87 (5,1%).

## Geografie
Volgens het United States Census Bureau beslaat de plaats een oppervlakte van
1,6 km², geheel bestaande uit land.

## Plaatsen in de nabije omgeving
De onderstaande figuur toont nabijgelegen plaatsen in een straal van 12 km rond New Oxford.